# Otto Wrede
Otto Max Franz Wrede (* 29. Januar 1883 in Landsberg an der Warthe; † April 1945) war ein deutscher Musikverleger.

## Leben
Otto Wrede absolvierte in der Musikalien- und Instrumenten-Handlung Richard Rühle am Berliner Moritzplatz eine Ausbildung zum Musikalienhändler, die er im April 1900 abschloss. Er wurde dann von seinem Lehrherrn als Angestellter übernommen und sowohl im Apollo-Verlag, den Rühle zusammen mit Paul Lincke gründete, als auch weiterhin in der Musikalienhandlung beschäftigt. Diese wurde im Zuge der Zusammenarbeit mit Lincke in Apollo-Musikhaus Lincke & Rühle umbenannt. Am 1. Oktober 1907 gründete er den Regina-Verlag. Den ersten Vertrag über ein zu verlegendes Werk, Per aspera ad astra, hatte er jedoch schon im Dezember 1905 mit Ernst Urbach abgeschlossen. Auch weitere Verträge müssen schon vor der offiziellen Gründung des Regina-Verlages gesichert gewesen sein.
In den ersten Jahren konnte der Regina-Verlag sich noch nicht selbst tragen. Otto Wrede arbeitete deshalb zeitweise nebenberuflich im Angestelltenverhältnis für die Harmonie-Verlagsgesellschaft für Literatur und Kunst, später als stellvertretender Direktor des Thalia-Theater-Verlags. Danach unterbrach seine Teilnahme am Ersten Weltkrieg seine Laufbahn als Verleger.
Nach seiner Rückkehr mietete er in der Neuköllner Hobrechtstraße 48 Räumlichkeiten für seinen Verlag an. Ab 1918 waren die Verkaufsbilanzen positiv. Per aspera ad astra erlebte Auflagen von etwa 40 000 Exemplaren. 1920 kaufte er die Rechte an dem bislang von sämtlichen Verlegern abgelehnten Schlager Bummel-Petrus von Hermann Frey und Max Werner-Kersten. Es dauerte zwei Jahre, bis dieser Schlager wirklich populär wurde, dann allerdings war der Erfolg gewaltig. Wrede verkaufte etwa 2 000 000 Klavierausgaben und erhielt allein 750 Dollar für den Erwerb der Druckrechte eines amerikanischen Subverlegers. Laut Hermann Frey war dieser Verkaufserfolg der Anlass, bei der späteren GEMA eine bessere Beteiligungsquote für die Textdichter durchzusetzen.

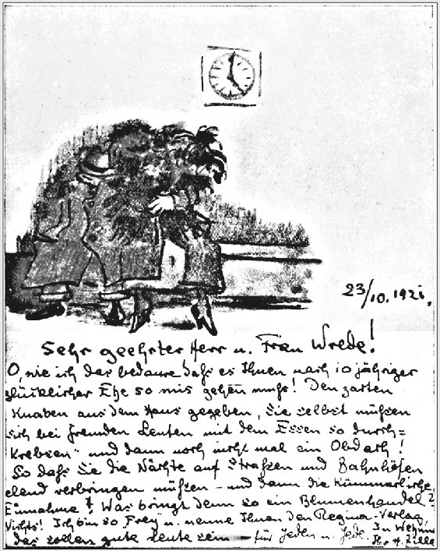
Brief und Zeichnung Zilles zu Wredes zehntem Hochzeitstag

Hermann Frey vermittelte Otto Wrede auch die Bekanntschaft mit Heinrich Zille, die sich bald zu einer Freundschaft sowie einer Geschäftsbeziehung entwickelte. Von Zille stammen mehrere Titelbilder, die der Verlag verwendete, darunter eines zu Walter Kollos Maskenball im Ziegenstall, für den wiederum Frey die Texte schrieb.
1922 zog Otto Wrede mit seinem Verlag, in dem inzwischen zehn Angestellte arbeiteten, an den Kottbusser Damm 63/64. Er produzierte nun vor allem Noten zu der in den 1920er Jahren beliebten Unterhaltungsmusik, aber auch die Reihe Goldene Musik, in der Arrangements freier Werke bekannter Komponisten zusammengestellt wurden. Diese wurden vor allem in Kaffeehäusern und den Kinos der Stummfilmzeit genutzt. Eine weitere Reihe, die er in dieser Zeit begründete, war Im Konzertgarten, die vor allem Blasmusik enthielt.
Zu den Komponisten, deren Werke er verlegte, gehörten Gerhard Winkler, Erich Gutzeit, Jim Cowler und Willi Kollo. 1922 brachte er auch Paul Scheinpflugs Oper Hofkonzert heraus, deren Libretto von Heinrich Illgenstein stammte.
Gut verkauften sich auch Notenausgaben für Mandolinenquartette sowie für Zither und Bandoneon. Speziell für die Stummfilmkinos arrangierte Untermalungsmusiken nahm Wrede ebenfalls in sein Verlagsprogramm auf: T. R. Leuschner schuf 1922 die Kinothek Prima Vista, in der Versatzstücke zu gängigen Filmszenen bereitgestellt wurden. Diese Noten wurden allerdings mit dem Aufkommen des Tonfilms nahezu unverkäuflich.
Nachdem sein Vermieter den Preis für die Verlagsräumlichkeiten am Kottbusser Damm hochgesetzt hatte, baute Otto Wrede am Schwarzen Grund 21 in Berlin-Dahlem ein eigenes Verlags- und Wohnhaus, das ab 1926 genutzt wurde. Er verlegte nun auch Operetten, unter anderem Werke von Eduard Künneke, der 1928 den ersten Vertrag mit ihm abschloss.
Nachdem in den 1930er Jahren der Rundfunk sich immer mehr verbreitete, änderte Wrede sein Verlagsprogramm und handelte nun gezielt mit Orchesterwerken, die live im Rundfunk gespielt und übertragen wurden. Auch hier konnte er auf zahlreiche Werke Künnekes zurückgreifen. 1932 schloss er einen Vertrag mit Künneke über die Tänzerische Suite op. 26 ab, die allerdings nicht jederzeit erfolgreich zu vermarkten war. Im März desselben Jahres trat er der NSDAP bei (Mitgliedsnummer 1.011.000). In den 1930er Jahren geriet der Verlag in finanzielle Schwierigkeiten und Otto Wrede musste einen Teil des Personals abbauen. Von 1939 bis 1945 konnte Wrede fast nur mit Künneke Verträge abschließen; Neudrucke waren durch den Papiermangel in der Kriegszeit kaum möglich. Da Opern- und Theateraufführungen nach und nach auch fast unmöglich wurden, waren auch hier die Verdienstmöglichkeiten sehr eingeschränkt.
Otto Wredes 1913 geborener Sohn Harry Wrede hatte 1932 eine Ausbildung zum Musikalienhändler abgeschlossen und sollte eigentlich danach ins Ausland gehen, was jedoch zeitbedingt nicht möglich war. Er arbeitete deshalb ab 1935 bei der STAGMA, aus der später die GEMA werden sollte, und ab 1938 im väterlichen Betrieb, wurde jedoch 1939 zum Militärdienst eingezogen.
Otto Wrede selbst musste ab 1944 als Dienstverpflichteter in einem Rüstungsbetrieb arbeiten und wurde 1945 zum Volkssturm einberufen. Er fiel in den letzten Tagen des Zweiten Weltkrieges. In derselben Zeit wurde seine Frau Bertha im Schwarzen Grund in Dahlem von Unbekannten erschossen.

## Nachfolger
Harry Wrede kehrte 1947 aus amerikanischer Kriegsgefangenschaft zurück und fand sein Elternhaus beschädigt und von Fremden besetzt vor. Er musste sich die Verlagsrechte und das Haus mühsam zurückerkämpfen und verlegte bald, nachdem ihm dies gelungen war, den Firmensitz nach Wiesbaden. Da die Angestellte Martha Fischer die Verlagsverträge, Archivexemplare und viele Manuskripte gerettet hatte, konnte Harry Wrede an die verlegerische Tätigkeit seines Vaters anknüpfen. Er führte den Verlag erfolgreich fast bis zu seinem Tod im Jahr 1983. Seine Tochter Edda, damals 26 Jahre alt, übernahm die Verlagsgeschäfte, bis 1999 von ihrer Mutter Gerlinde Wrede als persönlich haftender Gesellschafterin unterstützt.
Nach dem Fall der Mauer wurde Künnekes Tänzerische Suite op. 26, deren Rechte Otto Wrede 1932 gekauft hatte, in Leipzig unter Kurt Masur aufgeführt und wurde dadurch wieder bekannter. Der von Otto Wrede gegründete Verlag konnte im Jahr 2007 sein hundertjähriges Jubiläum feiern.